# Конышёвский район
Конышёвский район — административно-территориальная единица (район) и муниципальное образование (муниципальный район) на северо-западе Курской области России.
Административный центр — посёлок городского типа Конышёвка, расположенный от Курска по железной дороге в 108 км и по автодороге — в 114 км.

## География
Расположен в северо-западной части области, граничит с Дмитриевским, Хомутовским, Льговским, Курчатовским, Фатежским и Железногорским районами. Территория — 1135 км², или 3,8 % территории области. Протяжённость района с севера на юг — 32 км, с запада на восток — 48 км.
Восточная часть района наиболее изрезана оврагами, а северная и западная части равнинные. В районе протекают реки: Свапа — протяжённость по территории района 44 км, Плотавка — 35 км, Прут — 24 км, Беличка — 28 км, Вабля — 22 км, Чмача — 19 км, Жигаевка — 11 км, Котлевка — 13 км, Руда — 2 км. Все реки относятся к бассейну Днепра.

## История
Постановлением ВЦИК Конышёвский район образован 30 июля 1928 года в составе Льговского округа Центрально-Чернозёмной области.
Территория района составляла 1312 км², на которой проживало 63 тысячи человек, в основном русского населения. Плотность 48 человек на 1 км². В районе было 42 сельсовета: На территории района находилось 175 сельских населённых пунктов
С осени 1929 года коллективизация в Конышёвском районе приняла массовый характер. Главной формой коллективных хозяйств с конца 1926 года стали артели и ТОЗы (Товарищество по совместной обработке земли), а потом они были объединены в колхозы. Один колхоз был создан в селе Конышёвка — колхоз имени Сталина, второй в деревне Сосонки — колхоз имени Второй Пятилетки, третий в селе Толкачевка — колхоз имени Тельмана, четвёртый на хуторе Тросница — колхоз «Зелёная роща», пятый в деревне Прилепы — колхоз имени XV партсъезда. В 1930 году они были объединены в один колхоз «Коммунар». Первым председателем колхоза был Игнатов Родион Васильевич (уроженец села Конышёвка). В ходе репрессивных мер кулачество было ликвидировано как класс.
В июне 1934 года постановлением Президиума ВЦИК Центрально-Чернозёмная область была разделена на Курскую и Воронежскую области. Курская область была поделена на 92 района. Территория Конышёвского района равнялась 1139 км или 1,4 % всей территории области. Район насчитывал 53863 человека. Средняя плотность 49 человек на 1 км². По национальному составу: 98,5 % русских и 1,5 % украинцев.
На первое января 1935 года в районе 75 колхозов, объединяющих 8127 хозяйств, процент коллективизации — 80,2. Средний размер колхоза по числу хозяйств 1,10 га, по севу 680 га. Удельный вес колхозов в посевной площади колхозно-крестьянского сектора — 85 %. Направление сельского хозяйства — зерноконоплеводческое в полеводстве и молочно-свиноводческое в животноводстве.
На первое января 1935 года на территории района имеется Толкачевский совхоз свеклотреста с тремя отделениями Толкачевским, Конышёвским и Ширковским. С 1933 по 1935 годы на территории села Конышёвка действовал опытно-показательный совхоз издательства «Коммуна».
Промышленность района представляли следующие предприятия: Конышёвский пенькозавод, Толкачевский маслозавод Маслопрома. Продукция: масло, сыр, творог. Кирпичный завод. Кроме того, в колхозах имелось 6 небольших кирпичных заводов и 10 мельниц с механическими двигателями.
Вероломное нападение фашистской Германии в 1941 году прервало созидательный труд советских людей. Уже к 15 июля было подано 3478 заявлений. 2490 — от мужчин и 988 — от женщин
В районе проводились мероприятия по эвакуации предприятий. Чтобы Конышёвский пенькозавод, расположенный в с. Вабля, не попал в руки фашистов, он был разрушен, оборудование вывезено. 10 хозяйств района эвакуированы в Саратовскую область. Их вывезли на лошадях, так как существовали определённые проблемы в работе железной дороги
Военные действия на территории Конышёвского района начались уже в октябре 1941 года во время прорыва из окружения основных сил 13-армии. В ночь с 17 на 18 октября части 13 армии нанесли удар по противнику в районе села Нижнее Песочное расположенного на восточном берегу реки Свапы. Совместными усилиями сопротивление противника было сломлено. Вышедшие из окружения части 13-армии заняли оборону по левому берегу реки Свапы западнее сёл Беляево, Кашара, Платава, Шустово, а штаб армии расположился в хуторе Екатириновке.
27 октября 1941 года Конышевский район был полностью оккупирован немецкими войсками. Оккупанты установили режим террора и геноцида Район был поделён на волости, в состав которых включались несколько сельских общин. Волости были восстановлены в большинстве случаев в границах прежних (дореволюционных) волостей;
В посёлке создаётся подпольная организация. Её возглавляет бургомистр района, член Конышёвского партизанского отряда Яловнаров Пётр Иванович. Конышёвские подпольщики при помощи радиоприёмника, спрятанного в одном из подвалов п. Конышёвка, получали сообщение совинформбюро и распространяли его в рукописных листовках. Именно они рассказали жителям района о победе Красной Армии под Москвой.
Для развёртывания партизанского движения в Конышёвском районе было выделено 11 человек, которые входили до 10 ноября 1942 года в партизанский отряд им. Чапаева, а потом в отряд им. Дзержинского. Организатором и руководителем подпольной группы был Василий Акимович Лазарев, член ВЛКСМ
На территории Конышёвского, Дмитриевского и Севского районов действовала группа партизан имени Железняка, состоящая из воинов-окруженцев и жителей Конышёвского района. В апреле 1942 года из группы партизан имени Железняка создаётся Конышёвский партизанский отряд. К маю 1942 года отряд насчитывал 40 человек. Отряд нападал на гарнизоны противника, разрушал линии связи.
10 декабря 1942 года из роты партизан-конышёвцев отряда им. Дзержинского создаётся отряд им. Чкалова. Молодёжь пополняла ряды партизанских отрядов. К 10 марта 1943 года численность партизанского отряда им. Чкалова составила 326 человек, а отряда им. Железняка — 165.
26 февраля 1943 года Конышёвский район был освобождён частями 248-й курсантской стрелковой бригадой 60 армией под командование генерала Черняховского. Самые ожесточённые бои были под с. Толкачевка 18 февраля 1943 года, где 3-й стрелковый батальон 248-й кр. ст. бригады потерял более половины состава, в ходе боёв 24 февраля был освобождён п. Конышёвка.
Благодаря героическому труду конышёвцев, уже в 1943 году на фронт было отправлено 27229 центнеров хлеба, 2070 центнеров мяса, более 5 тысяч центнеров картофеля и другого продовольствия. Более 3000 конышёвцев приняли участие в оборонительных работах.

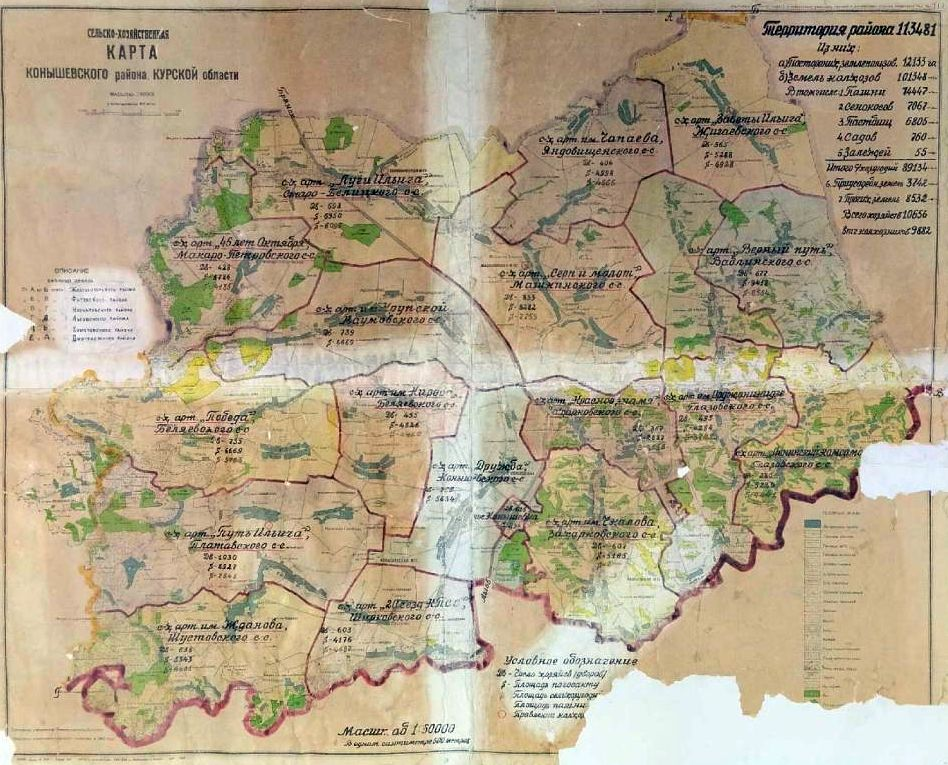
Карта Конышёвского района. 1956 год

После освобождения от оккупантов трудящиеся п. Конышёвка и всего района энергично принялись восстанавливать разрушенное войной хозяйство и строить новые здания учреждений и жилых домов.
В 1958 году началась перестройка сельского хозяйства страны, в том числе и Конышёвского района. Проводилось укрупнение колхозов, сельсоветов. В районе из 105 колхозов было образовано 39, из 26 сельсоветов — 20. Из 4 МТС, действовавших на территории района, вся техника была передана укрупнённым колхозам. Специалистам МТС также было предложено перейти на работу в хозяйства. При райцентре была построена одна МТС, впоследствии она называлась «Сельхозтехника», «РТП» (ремонтно-техническое предприятие), в которое входили агроснаб и автоколонна (впоследствии стали самостоятельными организациями).
В соответствии с Указом Президиума Верховного Совета РСФСР от 1 февраля 1963 года вместо 33 сельских районов в Курской области было образовано 12 районов. В 1963 году Конышёвский район в его границах передавался в Дмитриевское производственное управление, затем — во Льговский и Иванинский районы. Таким образом, было создано неуправляемое производственное управление. Всякое строительство было прекращено. Жизнь в райцентре стала замирать. Появились пустующие здания учреждений и организаций, в том числе и здание районной редакции.
Указом Президиума Верховного совета РСФСР от 12 января 1965 года в Курской области было, дополнительно образовано 5 районов: Беловский, Глушковский, Железногорский, Конышёвский и Пристенский. В состав Конышёвского района вошли 14 сельских советов Льговского района. С первого января 1965 года район был восстановлен в прежних границах с общей площадью 113 481 га или 1135 квадратных километров. Земель колхозов насчитывалось 101 343 га, из них пашни — 74 447 га, сенокосов — 7067, пастбищ — 6805, садов — 760, прочих земель — 8532 га.
Решением облисполкома № 715 от 17 декабря 1968 года с. Конышёвка и пос. ст. Конышёвка были объединены и преобразованы в рабочий пос. Конышёвка. Посёлок начал возрождаться, стали восстанавливаться организации, предприятия и учреждения. Началось строительство новых производственных, культурно-бытовых и жилых зданий.
На 1 октября 1980 года в районе насчитывалось 17 колхозов:
- «Верный путь» Ваблинского с/с,
- «Дружба» Прилепского с/с,
- «Заветы Ильича» Жигаевскогс с/с,
- «Победа» Беляевского с/с,
- «Путь Ильича» Платавского с/с,
- «Россия» Рыжковского с/с,
- «Серп и молот» Машкинского с/с,
- «Ленинский комсомол» Малогородьковского с/с,
- «Лучи Ильича» Старобелицкого с/с,
- «45 лет Октября» Макаропетровского с/с,
- имени Крупской Наумовского с/с,
- имени Кирова Черниченского с/с,
- имени Орджоникидзе Глазовского с/с,
- имени Жданова Шустовского с/с,
- имени XX съезда КПСС Ширковского с/с,
- имени Чапаева Яндовищенского с/с,
- имени Чкалова Захарковского с/с,
- совхоз «Конышёвский» объединения Курскскотпром.

Центральная усадьба совхоза располагалась в д. Севенки. Силами раймежколхозстроя и колхозов в районе широкий размах получило строительство общественно-производственных построек. Наряду с ростом материального благосостояния повышается и культурный уровень народа. В июне 1988 в Конышёвке состоялся III сельский спортивный фестиваль.
С начала 90-х годов в экономике района наблюдается застой и медленное снижение темпов развития отраслей сельского хозяйства. Колхозы стали акционерными обществами. Развитие крестьянских хозяйств сдерживалось из-за трудностей с материально-техническим снабжением высоких цен на сельскохозяйственную технику и стройматериалы, плохих социально-бытовых условий.

## Население
| 2002   | 2003    | 2004    | 2007    | 2009    | 2010    | 2011    | 2012    | 2013  |
| ------ | ------- | ------- | ------- | ------- | ------- | ------- | ------- | ----- |
| 15 155 | ↗15 700 | ↘14 600 | ↘12 474 | ↘12 035 | ↘10 594 | ↘10 515 | ↘10 025 | ↘9637 |
| 2014   | 2015    | 2016    | 2017    | 2018    | 2019    | 2020    | 2021    |       |
| ↘9287  | ↘9034   | ↘8848   | ↘8744   | ↘8525   | ↘8230   | ↘8061   | ↗8425   |       |

### Урбанизация
Городское население (рабочий посёлок Конышёвка) составляет 42,72 % от всего населения района.

### Национальный состав
По итогам переписи населения 2020 года проживали следующие национальности (национальности менее 0,1 % и другое, см. в сноске к строке «Другие»):
| Национальность | Численность, чел. | Доля     |
| -------------- | ----------------- | -------- |
| Русские        | 7863              | 93,33 %  |
| Езиды          | 187               | 2,22 %   |
| Таджики        | 59                | 0,70 %   |
| Азербайджанцы  | 57                | 0,68 %   |
| Украинцы       | 41                | 0,49 %   |
| Армяне         | 37                | 0,44 %   |
| Даргинцы       | 18                | 0,21 %   |
| Узбеки         | 11                | 0,13 %   |
| Другие         | 152               | 1,80 %   |
| Итого          | 8425              | 100,00 % |

## Административное деление
Конышёвский район как административно-территориальная единица включает 18 сельсоветов и 1 рабочий посёлок.
В рамках организации местного самоуправления в муниципальный район входят 10 муниципальных образований, в том числе 1 городское и 9 сельских поселений:
| №        | Муниципальное образование   | Административный центр    | Количество населённых пунктов | Население (чел.) | Площадь (км²) |
| -------- | --------------------------- | ------------------------- | ----------------------------- | ---------------- | ------------- |
| 1e-06    | Городские поселения:        |                           |                               |                  |               |
| 1        | посёлок Конышёвка           | рабочий посёлок Конышёвка | 1                             | ↗3599            | 7,00          |
| 1.000002 | Сельские поселения:         |                           |                               |                  |               |
| 2        | Беляевский сельсовет        | село Беляево              | 9                             | ↘558             | 127,22        |
| 3        | Ваблинский сельсовет        | село Вабля                | 8                             | ↗609             | 157,21        |
| 4        | Захарковский сельсовет      | село Захарково            | 7                             | ↘240             | 114,57        |
| 5        | Малогородьковский сельсовет | село Малое Городьково     | 14                            | ↗488             | 118,48        |
| 6        | Машкинский сельсовет        | село Машкино              | 11                            | ↗349             | 129,14        |
| 7        | Наумовский сельсовет        | село Наумовка             | 13                            | ↗504             | 142,32        |
| 8        | Платавский сельсовет        | деревня Кашара            | 11                            | ↗753             | 150,57        |
| 9        | Прилепский сельсовет        | деревня Прилепы           | 8                             | ↘839             | 105,88        |
| 10       | Старобелицкий сельсовет     | село Старая Белица        | 8                             | ↗486             | 82,42         |

В ходе муниципальной реформы 2006 года в составе новообразованного муниципального района законом Курской области от 21 октября 2004 года были созданы 19 муниципальных образований, в том числе одно городское поселение (в рамках рабочего посёлка) и 18 сельских поселений (в границах сельсоветов).
Законом Курской области от 26 апреля 2010 года был упразднён ряд сельских поселений: Черниченский сельсовет (включён в Беляевский сельсовет); Рыжковский сельсовет и Жигаевский сельсовет (включены в Ваблинский сельсовет); Макаропетровский сельсовет (включён в Наумовский сельсовет); Яндовищенский сельсовет (включён в Машкинский сельсовет); Севенский сельсовет (включён в Захарковский сельсовет); Глазовский сельсовет (включён в Малогородьковский сельсовет); Ширковский сельсовет (включён в Прилепский сельсовет); Шустовский сельсовет (включён в Платавский сельсовет). Соответствующие сельсоветы как административно-территориальные единицы упразднены не были.

## Населённые пункты
В Конышёвский район входят 90 населённых пунктов, в том числе один городской (рабочий посёлок) и 89 сельских населённых пунктов.
| №  | Населённый пункт   | Тип              | Население | Муниципальное образование   |
| -- | ------------------ | ---------------- | --------- | --------------------------- |
| 1  | Александровка      | хутор            | ↘6        | Наумовский сельсовет        |
| 2  | Арбузово           | посёлок станции  | ↘89       | Старобелицкий сельсовет     |
| 3  | Арсеньевка         | деревня          | ↘0        | Наумовский сельсовет        |
| 4  | Артаково-Вандарец  | село             | ↘52       | Беляевский сельсовет        |
| 5  | Барабан            | хутор            | ↘0        | Платавский сельсовет        |
| 6  | Белые Берега       | деревня          | ↘4        | Наумовский сельсовет        |
| 7  | Белый Ключ         | хутор            | ↘7        | Старобелицкий сельсовет     |
| 8  | Беляево            | село             | ↘306      | Беляевский сельсовет        |
| 9  | Березовец          | хутор            | ↘13       | Малогородьковский сельсовет |
| 10 | Богатырь           | хутор            | ↘0        | Беляевский сельсовет        |
| 11 | Богдановка         | деревня          | ↘18       | Машкинский сельсовет        |
| 12 | Большое Городьково | деревня          | ↘63       | Малогородьковский сельсовет |
| 13 | Будановский        | хутор            | ↘17       | Старобелицкий сельсовет     |
| 14 | Булгаковка         | деревня          | ↘63       | Машкинский сельсовет        |
| 15 | Вабля              | село             | ↘157      | Ваблинский сельсовет        |
| 16 | Васильевка         | деревня          | ↘183      | Наумовский сельсовет        |
| 17 | Верхнее Песочное   | деревня          | ↘25       | Беляевский сельсовет        |
| 18 | Верхняя Вабля      | деревня          | ↘6        | Малогородьковский сельсовет |
| 19 | Верхняя Соковнинка | село             | ↘147      | Наумовский сельсовет        |
| 20 | Верхопрудка        | деревня          | ↘21       | Машкинский сельсовет        |
| 21 | Вожово             | деревня          | ↘29       | Ваблинский сельсовет        |
| 22 | Волково            | село             | ↘86       | Ваблинский сельсовет        |
| 23 | Глазово            | село             | ↘133      | Малогородьковский сельсовет |
| 24 | Гриневка           | деревня          | ↘0        | Старобелицкий сельсовет     |
| 25 | Гряды              | деревня          | ↘72       | Платавский сельсовет        |
| 26 | Дремово-Черемошки  | село             | ↘86       | Захарковский сельсовет      |
| 27 | Жигаево            | село             | ↘258      | Ваблинский сельсовет        |
| 28 | Заветенский        | хутор            | ↘5        | Прилепский сельсовет        |
| 29 | Заслонки           | деревня          | ↘26       | Машкинский сельсовет        |
| 30 | Захарково          | село             | ↘137      | Захарковский сельсовет      |
| 31 | Кашара             | деревня          | ↘333      | Платавский сельсовет        |
| 32 | Клесово            | деревня          | ↘9        | Малогородьковский сельсовет |
| 33 | Комаровка          | хутор            | ↘5        | Платавский сельсовет        |
| 34 | Конышёвка          | рабочий посёлок  | ↗3599     | посёлок Конышёвка           |
| 35 | Коробкино          | село             | ↘68       | Платавский сельсовет        |
| 36 | Котлево            | село             | ↘62       | Захарковский сельсовет      |
| 37 | Красная Слобода    | село             | ↘74       | Платавский сельсовет        |
| 38 | Кусаково-Белица    | деревня          | ↘39       | Старобелицкий сельсовет     |
| 39 | Липница            | хутор            | ↘0        | Беляевский сельсовет        |
| 40 | Липница            | хутор            | ↘3        | Платавский сельсовет        |
| 41 | Лисицын            | хутор            | ↘0        | Малогородьковский сельсовет |
| 42 | Лукьянчиково       | деревня          | ↘42       | Ваблинский сельсовет        |
| 43 | Макаро-Петровское  | село             | ↘164      | Наумовский сельсовет        |
| 44 | Макеев             | хутор            | ↘4        | Малогородьковский сельсовет |
| 45 | Малахово           | село             | ↘125      | Беляевский сельсовет        |
| 46 | Малое Городьково   | село             | ↘205      | Малогородьковский сельсовет |
| 47 | Мармыжи            | деревня          | ↘81       | Машкинский сельсовет        |
| 48 | Матвеевка          | деревня          | ↘10       | Машкинский сельсовет        |
| 49 | Машкино            | село             | ↘219      | Машкинский сельсовет        |
| 50 | Наумовка           | село             | ↘116      | Наумовский сельсовет        |
| 51 | Нижнее Песочное    | село             | ↘71       | Беляевский сельсовет        |
| 52 | Нижняя Вабля       | деревня          | ↘68       | Малогородьковский сельсовет |
| 53 | Никифоровка        | деревня          | ↘83       | Наумовский сельсовет        |
| 54 | Новоселовка        | деревня          | ↘0        | Платавский сельсовет        |
| 55 | Озеровка           | деревня          | ↘29       | Малогородьковский сельсовет |
| 56 | Олешенка           | хутор            | ↘52       | Старобелицкий сельсовет     |
| 57 | Орлянка            | посёлок          | ↘12       | Ваблинский сельсовет        |
| 58 | Павловка           | деревня          | ↘19       | Малогородьковский сельсовет |
| 59 | Панкеево           | деревня          | ↘17       | Захарковский сельсовет      |
| 60 | Первомайский       | хутор            | ↘14       | Наумовский сельсовет        |
| 61 | Пересветово-Белица | село             | ↘95       | Старобелицкий сельсовет     |
| 62 | Пески              | деревня          | ↘0        | Наумовский сельсовет        |
| 63 | Платава            | деревня          | ↘145      | Платавский сельсовет        |
| 64 | Прилепы            | деревня          | ↘584      | Прилепский сельсовет        |
| 65 | Пучков             | хутор            | →0        | Малогородьковский сельсовет |
| 66 | Рассвет            | деревня          | ↘45       | Ваблинский сельсовет        |
| 67 | Рожня              | деревня          | ↘8        | Машкинский сельсовет        |
| 68 | Рыжково            | село             | ↘141      | Ваблинский сельсовет        |
| 69 | Севенки            | деревня          | ↘117      | Захарковский сельсовет      |
| 70 | Семеновка          | деревня          | ↘73       | Платавский сельсовет        |
| 71 | Соковнинка         | посёлок разъезда | ↘14       | Наумовский сельсовет        |
| 72 | Сосонки            | деревня          | ↘2        | Прилепский сельсовет        |
| 73 | Старая Белица      | село             | ↘348      | Старобелицкий сельсовет     |
| 74 | Толкачевка         | село             | ↘346      | Прилепский сельсовет        |
| 75 | Троицкий           | хутор            | ↘12       | Наумовский сельсовет        |
| 76 | Трости             | хутор            | ↘14       | Прилепский сельсовет        |
| 77 | Тростница          | хутор            | ↘4        | Прилепский сельсовет        |
| 78 | Тураевка           | деревня          | ↘17       | Захарковский сельсовет      |
| 79 | Форсов             | хутор            | ↘7        | Машкинский сельсовет        |
| 80 | Хатуша             | деревня          | ↘18       | Наумовский сельсовет        |
| 81 | Хрылевка           | деревня          | ↘61       | Прилепский сельсовет        |
| 82 | Черничено          | село             | ↘184      | Беляевский сельсовет        |
| 83 | Ширково            | село             | ↘266      | Прилепский сельсовет        |
| 84 | Шустово            | село             | ↘264      | Платавский сельсовет        |
| 85 | Юрьевка            | село             | ↘16       | Малогородьковский сельсовет |
| 86 | Якимов             | хутор            | →0        | Захарковский сельсовет      |
| 87 | Яковлево           | деревня          | ↘16       | Малогородьковский сельсовет |
| 88 | Яндовище           | село             | ↘29       | Машкинский сельсовет        |
| 89 | Ясный              | хутор            | ↘5        | Беляевский сельсовет        |
| 90 | Яцено              | село             | ↘82       | Машкинский сельсовет        |

## Экономика
Агропромышленный комплекс — один из основных секторов экономики района. На его долю приходится 78,2 части основных фондов. В 2003 году в АПК района входили 8 акционерных обществ, 10 сельхозкооперативов, 1 государственное унитарное сельхозпредприятие, 2 общества с ограниченной ответственностью, 25 фермерских хозяйств. Основные направления — производство сельхозпродукции, в котором наибольшую долю занимают зерновые культуры, мясо, и молоко. В районе действуют 3 предприятия по переработке продукции сельского хозяйства и 15 объектов малой переработки. Общая площадь земель сельскохозяйственного назначения составляет 81,0 тыс. га, в том числе сельхозугодий — 72,4 тыс. га, из них пашни 66 тыс. га. По качественной оценке земли района занимают 25-е место среди районов области. В производстве сельскохозяйственных продуктов занято 1,9 тыс. человек, или 40 % от количества работающих в отраслях материального производства. Особенности экономико-географического положения, почвенно-климатические условия создают благоприятные возможности для развития сельского хозяйства, перерабатывающей промышленности.
Агропромышленный комплекс один из основных секторов экономики района. АПК района представляет 12 сельскохозяйственных предприятий (11 ООО, 1 СХПК) 25 крестьянско-фермерских хозяйств, 3 перерабатывающих предприятия.
В отрасли промышленности ведущими предприятиями являются:
ООО «Агропромкомплектация-Курск»,
- ООО «Провинция»,
- * ОАО «Конышёвское МСО»,
- ООО «Пищекомбинат»,
- ООО «Альянс-мебель»,

Конышёвский филиал ФГУП «Курсктоппром».
Основной показатель, характеризующий уровень экономического развития района — объём валовой продукции вырос с 303 млн рублей в 2000 году до 960 млн рублей в 2007 году или в 3 раза в действующих ценах и в 1,2 раза в сопоставимых ценах. В 2007 году к предыдущему году обеспечен рост объёма производства валовой продукции на 9,3 % (в сопоставимых ценах).

## Знаменитые люди
- Берлов, Иван Тихонович (01.01.1914, с. Берлово — 08.12.1987, Горловка, Донецкой области) — кавалер ордена Славы трёх степеней
- Бирюкова Мария Михайловна (апрель 1918 — октябрь 2005, д. Мармыжи) — награждена медалью «Мать-героиня», родила и воспитала 12 детей
- Блохин Алексей Николаевич (03.03.1908, с. Шустово — 24.10.1983, с. Шустово) — кавалер ордена Славы трёх степеней
- Высокин Николай Александрович (род. 13.01.1947, с. Черничено) — академик Российской академии гуманитарных наук, предприниматель, председатель Совета директоров «АСКО-Курск»
- Горбачёв Александр Николаевич (27.10.1951, с. Износково — 6.03.2010, Конышёвка) — художник, член Союза художников России.
- Гранкин Павел Николаевич (13.07.1925, с. Волково — 2005, Москва) — Герой Советского Союза
- Гребнев Николай Иванович (род. 09.08.1944, с. Черничено) — журналист, член Союза писателей России (2000) руководитель издательского дома «Славянка»
- Ершов, Анатолий Григорьевич (20.06.1897, с. Толкачевка — 11.01.1938) — историк.
- Кичигин Александр Александрович (род. 18.08.1961, с. Мармыжи) — председатель Курской Областной Думы
- Копылов Николай Иосифович (1908, с. Беляево — 25.03.1944, ст. Реуцел, Молдавская ССР) — Герой Советского Союза
- Кольченко Евгений Андреевич (1933, с. Конышевка — 1997, г. Мытищи), художник-монументалист, живописец, график, скульптор, педагог, литератор, коллекционер. Выпускник Московского областного художественного училища «Памяти 1905 года» и Московского полиграфического института. Раннее детство и период немецкой оккупации 1941-43 гг. провел в селе Бурынь Сумской области. Работал директором Севастопольской и Мытищинской художественных школ. Соавтор автобиографической книги «Только море и художка…» (Севастополь, 2011).
- Костин, Сергей Вячеславович (10.11.1969, п. Красная поляна, Хотынецкий район, Орловская область — 13.08.1999, Ботлихский район Дагестана, похоронен в с. Захарково) — Герой Российской Федерации
- Лютиков Филипп Петрович (28.12.1891, д. Арсеньевка — 16.01.1943, г. Краснодон, Ворошиловоградская обл., УССР) — руководитель антифашистского подполья, Герой Труда, кавалер ордена Ленина
- Малахов Виктор Иванович (11.10.1964, д. Малахово) — осень 2007, г. Нижний Новгород) заместитель генерального директора ООО «Лукойл-Нижегороднефтеоргсинтез»
- Машкин Владимир Михайлович (в монаш. Архимандрит Серапион) (20.03.1854, с. Беляево — 20.02.1905, Оптина пустынь) — публицист, мемуарист
- Наливайко Леонид Гаврилович (род. 30.11.1938, с. Захарково) — поэт, член Союза писателей Росcии
- Некрасов Василий Павлович (род. 8.02.1932. с. Шустово - 23.12.2013 ). заслуженный механизатор, заслуженный свекловод, кавалер: ордена Ленина (1971), серебряных и бронзовых медалей ВДНХ.
- Новиков Сергей Анатольевич (род.25.03.1960, с. Ерементау) — почетный гражданин Конышевского района Курской области (07.07.2013), учредитель и генеральный директор Группы компаний «Агропромкомплектация», член Совета директоров Национального Союза свиноводов, кандидат экономических наук
- Ноздрина Александра Дмитриевна (29.06.1932, Большое Городьково — 13.01.1997) — мать-героиня, родила и воспитала 11 детей
- Однобоков Пётр Максимович (17.06.1922, д. Семеновка — 22.08.1984, Георгиевск, Ставропольский край) — Герой Советского Союза
- Татаринов, Иван Дмитриевич (1922, д. Васильевка — 07.12.1943, р-н Черкас, Черкасская область, УССР) — Герой Советского Союза
- Тимашков Владимир Юрьевич (20.10.1974, п. Конышёвка — 06.03.2000, с. Комсомольское Урус-Мартановского р-на, Чечня) — кавалер ордена Мужества (посмертно)
- Трунов Павел Яковлевич (20.06.1922, д. Белые Берега — 14.12.2002, Донецкая область, Украина) — Герой Советского Союза
- Чунихин Виктор Александрович (1964, д. Берлово — 1984, Афганистан) — сержант, воин-интернационалист
- Чихирин Александр Алексеевич, Председатель комитета здравоохранения Курской области
- Шестакова Нина Ивановна (род. 15.05.1932, д. Хрылево) — колхозница, кавалер ордена Ленина (1966)
- Юрьев, Леонид Васильевич (29.06.1915, с. Платава — 17.01.1944) — Герой Советского Союза

## Транспорт
Через район проходит железная дорога, связывающая его с другими регионами России и Украины.
Основу транспортного обеспечения района составляет автомобильный и железнодорожный транспорт. На территории района расположено автотранспортное предприятие ОАО «Автомобилист». Протяжённость по территории района автомобильных дорог общего пользования с твёрдым покрытием составляет 171,2 километров.

## Социально значимые объекты
На 1 января 2003 года в районе было 29 общеобразовательных школ, в том числе: средних 8, основных общеобразовательных — 15, начальных — 6. Кроме того работают 2 учреждения дополнительного образования, одно учебно-методическое учреждение — фильмотека, одно детское дошкольное учреждение в п. Конышёвкa. В Конышёвском филиале государственного образовательного учреждения начального профессионального образования ПУ — 8 обучается 113 человек, осваивающие нужные для села профессии: тракторист-машинист и водитель категории В, С, бухгалтер-счетовод. В настоящее время в районе действует 26 клубных учреждений, 31 библиотека, детская школа искусств, краеведческий музей. На территории района функционирует центральная районная больница, 29 фельдшерско-акушерских пунктов.
В Конышёвском районе находятся памятники архитектуры, охраняемые государством: деревянная церковь пророка и Предтечи (1844, с. Юрьевка), церковь великомученика Никиты (1853, с. Яндовище), монастырь иконы Божьей Матери Знамение (конец 19 в., п. Правобережный, южнее д. Коробкино), усадьба Н. Ф. Якимова (конец 19 в., с. Платава).